# Поведение
Поведе́ние — определённый сложившийся образ взаимодействия с окружающей средой. Поведение определяется способностью изменять свои действия под влиянием внутренних и внешних факторов. Поведение — характерная черта животного типа организации, оно имеет огромное приспособительное значение, позволяя животным избегать негативных факторов окружающей среды; хотя поведение характерно и для более простых организмов, например, простейшие проявляют способность перемещаться в ответ на раздражители среды и способны к элементарным формам научения. У многоклеточных организмов поведение находится под контролем нервной системы. В целом поведение возникает на высоком уровне организации, когда организм приобретает способность воспринимать, хранить и преобразовывать информацию, используя её с целью самосохранения и приспособления к условиям существования.
Поведение, в отличие от психики, доступно для непосредственного наблюдения и является предметом широкого спектра наук, от психологии, этологии, зоопсихологии и сравнительной психологии до поведенческой экологии. А. Н. Леонтьев предложил в качестве объективного критерия психики (в отличие от поведения) рассматривать способность живых организмов реагировать на «биологически нейтральные раздражители» от которых не зависит жизнь организма.

## Подходы и направления
Корни наук о поведении уходят в античные времена. Вопросами психологии и поведения людей и животных занимались ещё Аристотель, Хрисипп, Сократ и Платон, однако, серьёзно научно изучать поведение стало возможно лишь с появлением идеи эволюционизма. Современные научные дисциплины, занимающиеся изучением поведения, тесно связаны между собой и во многом пересекаются, а различия в предметах и методах способствует более полному раскрытию сущности поведения различных позиций. В настоящее время наблюдается объединение наук о поведении в междисциплинарные направления.

### Психология
Индивид, личность, 
память, восприятие, мышление
Психология изучает психику человека, а именно закономерности, особенности и развитие психической деятельности человека. Предметом бихевиористического направления психологии является поведение человека, однако психология в целом неоднократно меняла предмет своего исследования на протяжении долгой истории своего развития. Современная психология представляет собой развитую науку, опирающуюся на достижения психоанализа, зоопсихологии, нейрофизиологии, экспериментальной психологии и целого ряда естественных и технических наук.

### Зоопсихология
Зоопсихология занимается изучением психической деятельности животных. Объектом зоопсихологии является поведение животных. Предметом зоопсихологии являются особенности и закономерности психической деятельности животных, а также её развитие в онтогенезе и филогенезе. Внимание зоопсихологов направлено на изучение восприятия, памяти, мышления животных.

### Поведение растений
Хотя растения и бактерии обладают способностью к перемещению под действием внешних факторов (таксису), а высшие растения также не лишены способности к движению и обучению, тем не менее, поскольку механизмы движения растений носят чисто физиологический характер, нельзя говорить о наличии у них психики. В психологии движения растений часто относят к «допсихическому уровню отражения».

### Сравнительная психология
Сравнительная психология занимается сравнительным анализом психических процессов представителей разных таксономических групп. Характерной чертой сравнительной психологии является применение сравнительного анализа в качестве основного метода.

### Бихевиоризм и необихевиоризм
Оперантное научение, чёрный ящик,
 инструментальный рефлекс, промежуточные переменные, реактивное поведение  «стимул-реакция»
Бихевиоризм — направление в американской психологии, зародившееся в начале XX века. Особенностью этого направления был отказ от изучения психики, как непознаваемого явления. При этом полностью исключались из рассмотрения психические процессы, а поведение сводилось к совокупности реакций на стимулы. Основателем бихевиоризма является американский психолог Джон Уотсон, он же и предложил этот термин.
Представители этого направления внесли большой вклад в науки о поведении, в частности, определили предмет психологии, разработали классические методы, практически ценные технологии и способствовали распространению математических методов в психологии.

### Этология
ФКД, импринтинг, специфическая мотивация, ключевой раздражитель, этограмма, поисковое поведение
Этология в современном понимании — наука о биологических основах поведения животных. Предметом этологии являются механизмы, адаптивное значение, особенности развития поведенческих актов в онтогенезе и вопросы эволюции поведения. Этология зародилась в рамках «классической этологии» — научного направления, занимавшегося изучением поведения животных как адаптации к окружающей среде в их естественной среде обитания. Предмет этологии составляют законченные, скоординированные поведенческие акты.
Основателями этологии как научного направления считаются Конрад Лоренц и Николас Тинберген с.51-52.

## Компоненты психической деятельности
Со времён Чарльза Дарвина в науке установилось представление о трёх составляющих психической деятельности животных. Эти компоненты, по терминологии Дарвина — инстинкт, способность к научению и способность к рассуждению, органично соединяются образуя сложный феномен психической деятельности животных.

### Врождённые
- Инстинкт — в широком смысле наследственно закреплённый компонент поведенческого акта. В науках о поведении животных под инстинктом понимается видо-специфическая совокупность врождённых сложных реакций организма, возникающих, как правило, почти в неизменной форме в ответ на внешние или внутренние раздражения.
- Безусловный рефлекс — относительно постоянная стереотипная врождённая реакция организма на воздействия внешней и внутренней среды, осуществляемые при посредстве центральной нервной системы и не требующие специальных условий для своего возникновения (например, отдёргивание руки при прикосновении к очень горячим предметам). Термин был предложен И. П. Павловым.

### Приобретённые
- Привыкание — простейшая форма научения, заключающаяся в ослаблении реакции на стимул при многократном предъявлении.
- Условный рефлекс. Классический павловский рефлекс заключается в формировании при многократном предъявлении биологически нейтрального стимула с биологически значимым стимулом, так что оба стимула частично перекрываются во времени, реакции на нейтральный стимул. В рамках рефлекторной теории ВНД условный рефлекс рассматривался как основная единица индивидуального опыта.
- Оперантное научение — процесс формирования инструментальных рефлексов через подкрепление собственной активности животного.
- Импринтинг — открытая этологами форма облигатного обучения.

### Рассудочная деятельность
- Рассудочная деятельность — (по Крушинскому) способность животного улавливать эмпирические законы, связывающие предметы и явления внешнего мира и оперировать этими законами в новой для него ситуации.
- Интеллект человека — общая познавательная способность, определяющая готовность к усвоению и использованию знаний и опыта, а также к разумному поведению в проблемных ситуациях.

## Формы поведения

### Пищевое поведение
Пищевое поведение присуще всем животным и отличается большим разнообразием. Оно неразрывно связано с различными видами активности, связанной с поиском, запасанием пищи и обменом веществ. Поисковое поведение запускается процессами возбуждения, вызванными отсутствием пищи и ребёнка.

#### Поисковое и пищедобывательное поведение
Поисковое и пищедобывательное поведение отличается исключительным разнообразием и зависит от особенностей экологии и биологии вида. Общим для животных является повышение чувствительности к пищевым раздражителям. У личинок насекомых оно проявляется в виде положительного таксиса, по отношению к химическим раздражителям.
Животные проявляют избирательность по отношению к пище. Она может проявляться в виде строгой специализации, как у коршуна-слизнееда или в виде пищевого предпочтения, при котором животное, если у него есть выбор, отдаёт предпочтение определённому пищевому объекту. Часто животные стремятся поддерживать разнообразие пищевого рациона.
Среди животных, питающихся живой пищей (хищников), наблюдаются две основные стратегии пищедобывания — охота и пастьба.
Охота представляет собой способ добывания подвижной добычи. Охотничьи стратегии зависят от характеристик добычи и особенностей биологии охотника. Одни хищники, например, богомолы, поджидают добычу в засаде, другие строят ловушки. Хорошо известны ловушки пауков. Насекомые также строят ловушки — примером может служить муравьиный лев. Быстрые хищники, например кальмары, реализуют особую стратегию — преследование.
Охота на малоподвижную и скрытную добычу требует развитых анализаторов и специальных приспособлений для её вскрытия и умерщвления (такая добыча часто обладает прочным панцирем).
Неподвижная и многочисленная добыча снимает необходимость её выслеживания и умерщвления. Питание такой добычей — пастьба — заключается в поедании части или отдельных органов кормовых организмов. Классическим примером пастбищного типа хищников могут служить крупные позвоночные травоядные животные, такие как овцы и козы.
Отнимание добычи у других — клептопаразитизм — также распространено в животном мире. Для одних видов он является подспорьем в неблагоприятных условиях. Для других, например многих поморников, он является обычным источником пропитания. Такие виды способны активно и настойчиво преследовать жертву, чтобы отобрать добычу. Далеко не всегда клептопаразитизм вызывает ответную агрессию, особенно при межвидовом клептопаразитизме.

#### Насыщение
При поедании пищи включаются механизмы торможения, запускающиеся как физиологическими изменениями, так и сигналами от рецепторов рта, глотки, желудка и кишечника. У высокоорганизованных животных процесс потребления пищи управляется при участии центральной нервной системы, у менее высокоорганизованных этот процесс контролируется периферической нервной системой. Например у мух потребление пищи управляется по принципу обратной отрицательной связи — по мере растяжения кишечника усиливается подавление пищевого поведения.
Среди членистоногих встречается наружное пищеварение. Оно характерно для пауков, личинок мух и стрекоз.

#### Запасание пищи
Среди насекомых распространено запасание корма для личинок. Например копры откладывают яйца в заготовленные навозные шарики. Многие перепончатокрылые и некоторые двукрылые откладывают яйца в тела других животных (преимущественно насекомых). Своеобразие этой формы запасания корма позволило выделить их в отдельную экологическую категорию — паразитоиды. У некоторых грызунов, к которым относятся хомяки, мешотчатые крысы и бурундуки запасание корма приобрело характер приспособления к неблагоприятному сезону. У них запасание корма приурочено к периоду созревания злаков. За сезон обыкновенный хомяк запасает до 16 кг растительного корма.

### Комфортное поведение
Комфортное поведение объединяет поведенческие акты, направленные на уход за телом. Комфортное поведение является неотъемлемой частью жизнедеятельности здорового животного. Нарушение комфортного поведения свидетельствует о неблагополучии животного (болезни, голоде или низком социальном статусе у общественных животных). Животные могут чистить тело при помощи конечностей, тереться о субстрат, встряхиваться, купаться в воде или песке.
Поведенческие акты, не имеющие направления, такие как принятие позы для сна также относятся к комфортному поведению.

### Репродуктивное поведение
Из двух основных типов размножения — полового и бесполого, первое характеризуется исключительным разнообразие форм поведения, нацеленных на поиск партнёра, образование пар, узнавание партнёра, брачные ритуалы и собственно спаривание. Размножающиеся партогенетически организмы также иногда демонстрируют сложное половое поведение. Бесполое размножение не требует таких адаптаций.
Животные, обитающие в природных районах с выраженной сменой сезонов года, имеют годовой цикл размножения. У них половое поведение сезон запускается внутренними годовыми (цирканнуальными) ритмами, при этом факторы внешней среды оказывают корректирующее воздействие. Например, у рыб, обитающих в водах умеренного пояса, нерест наблюдается раз в год (осенью, летом или весной), когда у рыб обитающих в тропиках он может быть не выражен вовсе.
У млекопитающих, наряду с цирканнуальным, имеется более короткий эстральный цикл, определяющийся физиологическими процессами. Эти факторы определяют готовность к спариванию. Под действием половых гормонов животные становятся чувствительными к половым сигналам — химическим, звуковым и визуальным, начинают проявлять комплексы действий, направленные на поиск партнёров.
Большинство высших животных приступают к спариванию только после ухаживания. Ухаживание представляет собой обмен специальными сигналами — демонстрациями. Ухаживание у животных сильно ритуализировано и отличается исключительным разнообразием: оно может включать преподнесение корма, как у чомги, демонстрацию оперения как у райских птиц, возведение сооружений, токование. Ухаживание рассматривается как механизм полового отбора. В общем случае, оно способствует отбору наиболее подходящего партнёра, а, кроме того, препятствует межвидовой гибридизации.

#### Типы брачных отношений
|           | Полиандрия | Полигиния |
| --------- | ---------- | --------- |
| Моногамия | ♀          | ♂         |
| Полигамия | ♂♂♂        | ♀♀♀       |

Выделяют три основных типа брачных отношений — полигамия, моногамия и полиандрия.
Полигиния, частный случай полигамии, при которой один самец оплодотворяет более одной самки, является самой распространённой формой брачных отношений. Репродуктивный успех самцов при этой форме брачных отношений неодинаков. Она создаёт благодатные условия для полового отбора, приведшему к возникновению причудливых украшений, ритуалов ухаживания и турниров, победители которых получают право на спаривание.
Моногамией называется тип брачных отношений, при котором образуются более или менее прочные пары и оба партнёра участвуют в уходе за потомством. Является самой распространённой формой брачных отношений у птицс. 369. Впрочем, моногамия у птиц нередко сочетается в пределах вида с другими формами брачных отношений. Например, моногамные пары лесной завирушки часто разбавляются полиандрическими, полигиническими и полигинандрическими группировками.
Размножение требует от животных огромных затрат. Поэтому в период размножения животные становятся особенно требовательны к факторам окружающей среды.
Кроме перечисленных форм к репродуктивному поведению можно отнести защиту территории и уход за потомством.

### Родительское поведение
Родительское поведение объединяет поведенческие акты, связанные с выведением потомства. Сложное родительское поведение наблюдается у птиц, млекопитающих и некоторых рыб и земноводных. Родительское поведение тесно связано с репродуктивным. Например, у птиц постройка гнезда осуществляется в брачный период и является компонентом ухаживания.
Родительское поведение делится на несколько последовательных фаз.

#### Птицы
У птиц первой фазой родительского поведения считается откладка яиц, за которой следует насиживание. Насиживать яйца могут как самец и самка попеременно, как у речной крачки, только самец или только самка. Большинство птиц сидят на яйцах, нагревая их теплом своего тела, но некоторые, например, сорные куры, строят специальные инкубаторы.
Необходимым условием начала перехода к насиживанию является распознавание яиц. Избирательность по отношению к яйцам неодинакова у разных видов. Некоторые птицы готовы высиживать муляжи, лишь отдалённо напоминающие их яйца, когда другие, отказываются насиживать похожие яйца родственных видов, а иногда и свои собственные. Учитывая распространённость внутривидового и межвидового гнездового паразитизма — он описан более, чем у 230 видов — становится понятным биологическое значение избирательности по отношению к яйцам.
После вылупления птенцов начинается стадия выкармливания. По характеру ухода за потомством выделяют две группы птиц — птенцовых и выводковых.
У птенцовых птиц птенцы вылупляются беспомощными, не способными добывать пищу самостоятельно и родители тщательно ухаживают за ними — кормят, обогревают и защищают. Птенцы активно выпрашивают корм — в этом случае в качестве релизера выступает клюв родителя.
У выводковых птиц (гагарообразные, курообразные, гусеобразные и другие) птенцы вылупляются зрячими, способными в первые же часы жизни передвигаться вслед за родителями и кормиться самостоятельно.
Поведение родителей и птенцов, обеспечивающее выкармливание, является врождённым.

#### Млекопитающие
У млекопитающих родительское поведение включает постройку гнезда, роды, выкармливание потомства, уход за потомством — вылизывание, перетаскивание и обучение. Особое значение для них имеет вскармливание детёнышей. Детёныши млекопитающих рождаются с сосательным рефлексом. Кормление у млекопитающих представляет собой скоординированный процесс в котором и самка, и детёныши играют активную роль.
По окончании вскармливания, от самки нередко требуется специально отучать детёнышей от груди различными способами, вплоть до применения агрессии.

#### Насекомые
Родительское поведение нехарактерно для беспозвоночных, однако насекомые, самая высокоорганизованная группа этого типа, ухаживают за потомством.
Уход за потомством является характерной чертой общественных насекомых. Эволюцию общественного образа жизни даже связывают с родительским поведением.
Исключительным явлением является отцовское родительское поведение клопов подсемейства Belostomatidae, у которых самки после копуляции откладывают яйца на спину самцов. Участие последних в уходе за потомством не ограничивается ношением кладки: они создают ток воды при помощи конечностей, время от времени всплывают на поверхность, чтобы дать яйцам доступ к атмосферному воздуху, и помогают нимфам выбраться из яиц.

### Оборонительное поведение
К оборонительному поведению относятся действия, направленные на избегание опасности. Оборонительные реакции возникают в ответ на внешние стимулы и могут быть активными, вплоть до нападения или пассивными. Классическим примером оборонительной реакции является реакция избегания, наблюдающаяся у выводковых птиц в ответ на силуэт хищника.

### Агрессивное поведение
Агрессивным называют деструктивное поведение, направленное на другую особь. К нему относятся угрожающие демонстрации, нападение и нанесение травм. Агрессия служит установлению иерархических отношений у социальных животных, распределению территории и других ресурсов. Вопрос о допустимости применения термина агрессия для описания отношений между хищником и жертвой остаётся открытым.
Агрессивное поведение запускается при восприятии специфического раздражителя (релизера), в качестве которого обычно выступают запах, звуковые сигналы и элементы окраски другой особи.
Проявление агрессивного поведения, точнее чувствительность и избирательность по отношению к релизерам, зависит от внутреннего состояния организма. У большинства животных агрессия наблюдается в период размножения. Это явление хорошо изучено на примере птиц и территориальных рыб. У них (самцов) в период размножения агрессию вызывает соперник, приближающийся к границам участка.
При отсутствии специфических раздражителей, агрессия может накапливаться. Результатом этого процесса является снижение порога чувствительности (и избирательности) к релизерам.

### Социальное поведение
К социальному поведению относятся проявления психической деятельности, непосредственно связанные с взаимодействием между отдельными особями и их группировками. Выделяют два основных типа социального поведения — групповое, для которого характерно наличие взаимного влечения между особями и территориальное, при котором такого влечения нет. Соответственно первый тип предполагает совместное использование пространственных ресурсов, второй — исключает.
Территориальный тип поведения можно называть одиночным. При этом типе социальных отношений, представители своего вида вызывают агрессию, за исключением определённого периода.

### Территориальное поведение
Территориальным называется поведение, связанное с делением доступной территории на индивидуальные участки. Оно включает выделение индивидуального участка, маркировку его границ и охрану от других особей. Территория может обозначаться звуковыми сигналами, как у птиц, пахучими метками, как у кошачьих, а также визуальными метками. Визуальные метки представляют собой экскременты, вытоптанные участки, царапины и выгрызы на коре деревьев или, в большинстве случаев, сочетание разных меток. Например медведи мочатся у деревьев, трутся о них, царапают и грызут кору, а также делают углубления в земле.

### Исследовательское поведение
К исследовательскому поведению относят активность, направленную на изучение окружающей среды, не связанную с поиском пищи или полового партнёра. Высшие животные, попав в незнакомую обстановку начинают активно перемещаться, осматривать, ощупывать и обнюхивать окружающие предметы. Исследовательское поведение подавляется голодом, реакцией страха и половым возбуждением.
Выделяют ориентировочные реакции, при котором животное остаётся неподвижным и активное исследование, при котором животное перемещается относительно исследуемого объекта или территории.

## Эволюция человеческого поведения
Объяснением того, как развивались во времени определённые модели поведения, обеспечивая выживание и повышение вероятности выживания потомства, занимается эволюционная психология.
Джоффри Миллер полагает, что сравнительно медленное действие естественного отбора не может объяснять интенсивную эволюцию мозга и усложнение поведения у людей. Он считает, что это можно объяснить «половым отбором на выбывание». По его мнению, речь и интеллектуальные возможности стали предпочтительной чертой при выборе полового партнёра, так как спаривание с индивидами, обладающими такими способностями, помогало выжить. В суровые периоды оледенения именно особи, обладающие большим интеллектом, лучше решали проблемы адаптации. У тех, кто продолжал предпочитать эти качества в своих брачных партнёрах во время более благоприятных периодов межледникового потепления, был выше шанс «выживания» их генов в более холодные эпохи, которые следовали за потеплениями. Это может объяснить, почему языковые и умственные возможности даже в существующих ещё сегодня простейших сообществах собирателей и охотников значительно превосходят те, которые могут быть необходимы им для функционирования и общения.
Наряду с предпочтениями полового партнёра, на эволюцию человеческого поведения влияло соперничество между самцами. С ростом интеллектуальных способностей гоминид они стали применять эти способности в конфликтах между собой. В таких конфликтах группы, возглавляемые наиболее изобретательным и быстро соображающим лидером, скорее всего, одерживали победы чаще.
Сложившиеся в ходе эволюции различия в поведении женщин и мужчин являются прямым следствием разных репродуктивных стратегий у самок и самцов.
Более выраженные эмпатия и высокий эмоциональный интеллект у женщин очень важны для выживания зависимого от них потомства. Речевые навыки и эмоциональный интеллект женщин также помогают им кооперироваться, чтобы разделять материнские обязанности. Присущая самкам склонность к кооперации наблюдается в сообществах многих приматов, что позволяет считать её исключительно древней чертой.
Что касается мужчин, то их агрессивность и недостаток эмпатии у них, вероятно, связаны с тем, что агрессивности требовала конкуренция между самцами за обладание самками. Эти тенденции, возможно, также были включены в активность, связанную с занятием охотой.
Для всех человеческих культур характерны эмоции гордости и стыда. Их происхождение связывают с иерархиями доминирования. Доминирование (гордость, чувство собственного достоинства) рассматривается как положительная эмоция, которую люди стремятся испытать (позитивное подкрепление), а подчинение (стыд) является неприятным для них состоянием, которого они пытаются избежать (негативное подкрепление). Люди испытывают гордость, если они преуспели в добыче материальных благ или завоевали признание полового партнёра. Если же они проиграли конкуренцию за ресурсы или отвергнуты кем-то, кого они считают желанным половым партнёром, то они испытывают стыд.
Теория отбора родственников утверждает, что альтруизм, проявляемый родителями по отношению к детям, мог легко перенестись и на других сородичей. Затем альтруистические действия могли направляться и не на родственников, так как становилось понятно, что получивший помощь также может ожидать помощи. Древняя система иерархии доминирования могла стать основой возникшей позднее склонности людей к взаимному альтруизму. Развитие же речевых способностей людей сделало у них возможным социальное общение на высоко абстрактном и символическом уровне. Для поддержания справедливости в сложившейся системе взаимного альтруизма начали использоваться устные угрозы, извинения и обещания. Такая сложная социальная система стала возможной благодаря эмоциональным состояниям, возникшим в ходе эволюции иерархий доминирования. Язык и культура позволяют людям использовать возникшие в ходе эволюции адаптивные механизмы для кооперации, а также для выявления и наказания эгоизма, мешающего кооперации. Благодарность, симпатию, доверие и чувство вины можно считать адаптивными механизмами, способствующими существованию у людей высокоразвитой системы взаимного альтруизма.

### Научно-популярная
- Лоренц Конрад. Агрессия (так называемое «зло»).
- Лоренц Конрад. Человек находит друга.
- Лоренц Конрад. Кольцо царя Соломона.
- Н. Тинберген. Социальное поведение животных.

- Фабр Жан Анри. Инстинкт и нравы насекомых. — в двух томах.
- Дольник В. Р. Непослушное дитя биосферы. Беседы о поведении человека в компании птиц, зверей и детей. — СПб.: Петроглиф, 2007.
- Жуков Борис. Введение в поведение. История наук о том, что движет животными и как их правильно понимать. — М.: Corpus, 2016.

### Классические монографии
- Чарльз Дарвин. Выражение эмоций у животных и человека.
- Н.Н. Ладыгина-Котс. Дитя шимпанзе и дитя человека.

### Учебники
- Д. Мак-Фарленд. Поведение животных. Психобиология, этология и эволюция. — Москва: "Мир", 1988.
- Ю.К. Рощевский. Особенности группового поведения животных. — учебное пособие. — Куйбышев: обл. типография им. Мяги, 1978. — 1000 экз экз.

### На английском языке
- Graham Scott. Essential Animal Behavior. — Blackwell Science Ltd, 2005.